# Кургалин, Сергей Дмитриевич
Сергей Дмитриевич Кургалин (род. 22 сентября 1949, Рыльск, Курская область) — российский ученый, доктор физико-математических наук, профессор, заведующий кафедрой цифровых технологий Воронежского государственного университета, специалист в области информационных технологий, теоретической и ядерной физики.

## Биография
После окончания воронежской средней школы № 1 имени А. В. Кольцова (ныне гимназия имени А. В. Кольцова) С. Д. Кургалин поступил на первый курс физического факультета Воронежского государственного университета (ВГУ), который окончил в 1972 году по кафедре теоретической физики. В числе его учителей, которые в то время вели физические курсы, были профессора Л. П. Рапопорт, С. Г. Кадменский, Б. А. Зон, Э. П. Домашевская, общественные науки преподавал профессор В. С. Рахманин, педагогику — профессор С. М. Годник, одновременно на математическом факультете он прослушал курсы лекций известных математиков В. И. Соболева и И. С. Иохвидова.
После окончания аспирантуры ВГУ работает там же: младшим и старшим научным сотрудником, доцентом, профессором. В 1981 году защитил кандидатскую диссертацию «Поверхностные спектроскопические факторы альфа-частиц и проблема альфа-кластерных уровней в тяжелых сферических и деформированных ядрах» по специальности «Теоретическая и математическая физика», в 2005 году — докторскую диссертацию «Теоретические модели кластеризации нуклонных и кварковых систем и их приложение к ядерным процессам» по специальности «Теоретическая физика».
С 1998 по 2000 год — декан факультета повышения квалификации ВГУ, с 2000 по 2016 год — директор Института дополнительного профессионального образования (повышения квалификации) ВГУ, с 2006 года — заведующий кафедрой цифровых технологий факультета компьютерных наук, с 2005 по 2015 год — руководитель повышения квалификации преподавателей вузов России в Воронежском государственном университете, проводимого по приказам Министерства образования и науки, одновременно — эксперт Министерства образования и науки РФ по рассмотрению и экспертизе предложений федеральных государственных образовательных учреждений высшего профессионального и дополнительного профессионального образования по организации повышения квалификации профессорско-преподавательского состава. Является представителем ВГУ в Суперкомпьютерном консорциуме университетов России.

## Награды
Почётный работник высшего профессионального образования Российской Федерации (2013).
Почетная грамота (2008) Министерства образования и науки РФ, Благодарность (2003) Министерства образования Российской Федерации, Почетная грамота (2003) Главного управления образования Воронежской области, Почетный Знак «Участник ВВЦ» (2004) (Всероссийского выставочного центра ВВЦ — ВДНХ: Выставки достижений народного хозяйства), Благодарность Губернатора Воронежской области (2015), Почетный работник Воронежского государственного университета (2015) . Лауреат VII Международной конференции-конкурса «Инновационные информационно-педагогические технологии в системе ИТ-образования» (2017. Золотая медаль XXI Московского международного салона изобретений и инновационных технологий «Архимед-2018» за разработку «Технология экспресс-оценки состояния кардиореспираторной системы». Диплом I Всероссийского конкурса научно-технических разработок на Всероссийском форуме «Образовательная среда-2005» за создание регионального учебно-научного комплекса на основе высокопроизводительного компьютерного кластера.

## Научная деятельность
Основные направления научной деятельности — теоретическая физика и информационные технологии в науке, образовании и медицине. Является руководителем основного научного направления ВГУ «Суперкомпьютерные технологии, квантовые и распределенные вычисления, большие данные». Член редколлегии журнала «Системный анализ и информационные технологии».
Имеет более 700 публикаций, 11 патентов на изобретения и полезные модели и 41 программу для ЭВМ, зарегистрированные в Федеральной службе по интеллектуальной собственности. Патент № 2637917 отмечен Дипломом «100 лучших изобретений России-2017», патент № 2619196 включен в базу «Перспективные исследования» за 2017 год в раздел «Критические технологии», пункт 13 «Технологии информационных, управляющих, навигационных систем», № 133.
Он является сопредседателем программного комитета Международного семинара «Физико-математическое моделирование систем», входит в состав программного комитета Международной конференции «Информатика: проблемы, методы, технологии» (IPMT). Был руководителем нескольких грантов Российского фонда фундаментальных исследований (РФФИ), гранта фонда «Династия», соисполнителем Государственной программы «Университеты России» и гранта VZ-010 CRDF — Американского фонда гражданских исследований и развития. Эксперт Российского фонда фундаментальных исследований. Председатель регионального экспертного совета по направлению «Цифровые технологии» Фонда содействия развитию малых форм предприятий в научно-технической сфере, программа «УМНИК». Входил в состав трех советов по защите диссертаций. На начальном этапе освоения им параллельных вычислительных и суперкомпьютерных технологий большую помощь и поддержку ему оказал один из ведущих ученых в этой области В. П. Гергель. С. Д. Кургалин также проводил исследование формирования креативной образовательной среды в вузах и роли образовательных организаций как факторов роста креативного потенциала и инновационного развития городов.

## Педагогическая деятельность
Педагогическая деятельность С. Д. Кургалина связана с проведением в университете учебных занятий по курсам: Дискретная математика, Математическая логика, Аналитическая геометрия и линейная алгебра, Физика, Теория алгоритмов и теория графов, Математическое моделирование, Банки данных и экспертные системы, Параллельное программирование. Имеет диплом профессора по кафедре цифровых технологий. Был руководителем программы повышения квалификации преподавателей вузов России «Информационно—коммуникационные технологии в образовании». Он создал в Институте дополнительного профессионального образования универсальную систему повышения квалификации по приоритетным направлениям преподавателей вузов, специалистов различных отраслей, уволенных работников и пенсионеров. В 1998—2004 годах преподавал физику в Учебно-тренировочном центре Нововоронежской АЭС для иностранных специалистов. Дважды, в 2000 и 2002 годах, посетил Китай, где преподавал в Китайском институте атомной энергии.

## Основные научные публикации

### Книги
1. S. Kurgalin, S. Borzunov. Concise Guide to Quantum Computing: Algorithms, Exercises, and Implementations. — Springer, 2021. — 122 p. — (Series: Texts in Computer Science)[19].
2. S. Kurgalin, S. Borzunov. A Practical Approach to High-Performance Computing. — Springer International Publishing, 2019. — 206 p. — ISBN 978-3-030-27557-0. — DOI: 10.1007/978-3-030-27558-7[20].
3. S. Kurgalin, S. Borzunov. Algebra and Geometry with Python. — Springer, 2021. — 425 p.[21]
4. S. Kurgalin, S. Borzunov. The Discrete Math Workbook: A Companion Manual Using Python. — 2nd edition. — Springer International Publishing, 2020. — 500 p. — (Series: Texts in Computer Science). — ISBN 978-3-030-42220-2. — ISSN 1868-0941. — DOI: 10.1007/978-3-030-42221-9[22].
5. Борзунов С. В., Кургалин С. Д. Языки программирования. Python: решение сложных задач: учебное пособие для вузов. — Санкт-Петербург: Лань, 2023.— 192 с. — ISBN 978-5-507-45923-0[23].
6. Борзунов С. В., Кургалин С. Д. Задачи по дискретной математике. — Санкт-Петербург: БХВ-Петербург, 2016. — 528 с. — (Серия: Учебная литература для вузов)[24] .
7. Борзунов С. В., Кургалин С. Д., Флегель А. В. Практикум по параллельному программированию. — Санкт-Петербург: БХВ, 2017. — 236 с. — (Серия: Учебная литература для вузов)[25] .
8. Борзунов С. В., Кургалин С. Д. Задачи по дискретной математике с алгоритмами на Python. — 2-е издание, переработанное и дополненное. — Санкт-Петербург: БХВ-Петербург, 2022. — 592 c. — (Серия: Учебная литература для вузов). — ISBN 978-5-9775-1214-5[26] .
9. S. Kurgalin, S. Borzunov. The Discrete Math Workbook: A Companion Manual for Practical Study. — Springer International Publishing, 2018. — 485 p. — (Series: Texts in Computer Science). — ISBN 978-3-319-92644-5. — ISSN: 1868-0941 — DOI: 10.1007/978-3-319-92645-2[27].
10. Борзунов С. В., Кургалин С. Д. Суперкомпьютерные вычисления: практический подход. — Санкт-Петербург: БХВ, 2019. — 256 с. — ISBN 978-5-9909805-2-5[28].
11. Борзунов С. В., Кургалин С. Д. Алгебра и геометрия с примерами на Python. — 3-е издание. — Санкт-Петербург: Лань, 2022. — 444 с. — ISBN 978-5-8114-9980-9[29].
12. Борзунов С. В., Кургалин С. Д. Квантовые вычисления: Перевод с английского. — Санкт-Петербург: БХВ-Петербург, 2022. — 144 c. — (Серия: Учебная литература для вузов). — ISBN 978-5-9775-6853-1[30].
13. Емельянова О. Я., Кургалин С. Д., Шершень И. В., Самсонов В. С. Исследование роли образовательных организаций в формировании креативного пространства территории (на примере Воронежской области) : монография / под ред. И. В. Шершень. — Воронеж : Воронежский государственный педагогический университет, 2015.— 246 с. — ISBN 978-5-00044-365-1.
14. Борзунов С. В., Кургалин С. Д. Практикум по дискретной математике (для программистов) : учебное пособие для вузов. — Воронеж : Издательско-полиграфический центр Воронежского государственного университета, 2013. — 350 с. — ISBN 978-5-9273-1977-0.
15. Туровский Я. А., Кургалин С. Д. Введение в конструирование перспективных интерфейсов человек—компьютер : учебное пособие. — Воронеж : Издательский дом ВГУ, 2017 . — 188 с. — ISBN 978-5-9273-2493-4.
16. Емельянова О. Я., Кургалин С. Д., Шершень И. В., Самсонов В. С. Образовательные организации как фактор роста креативного потенциала и инновационного развития городов : монография / под ред. И. В. Шершень. — Воронеж : Воронежский государственный педагогический университет, 2016. — 280 с. — ISBN 978-5-00044-493-1.
17. Борзунов С. В., Кургалин С. Д. Параллельное программирование: задачи и решения : учебное пособие. — Воронеж : Издательский дом ВГУ, 2018. — 113 с. — ISBN 978-5-9273-2583-2.
18. Борзунов С. В., Кургалин С. Д. Python для математиков (основные алгоритмы) : учебное пособие. — Воронеж : Издательский дом ВГУ, 2022. — 212 с. — ISBN 978-5-9273-3498-8.
19. Борзунов С. В., Кургалин С. Д. Основы квантовых вычислений. Квантовые схемы : учебное пособие. — Воронеж : Издательский дом ВГУ, 2023. — 150 с. — ISBN 978-5-9273-3845-0.

### Основные статьи
1. Sergei D. Kurgalin, Yury M. Tchuvil’sky, Tatyana A. Churakova. Internal Bremsstrahlung of Strongly Interacting Charged Particles // Physics of Atomic Nuclei. — Pleiades Publishing, Ltd. (Road-Town). — 2016. — V. 79, № 6. — P. 943—950. — ISSN: 1063-7788. — eISSN: 1562-692X. — DOI: 10.1134/S1063778816060144[31].
2. Irina A. Gnilozub, Sergei D. Kurgalin, Yury M. Tchuvil’sky. Multicluster Solutions of the Elliott SU(3) Nucleonic Hamiltonian and Alpha-Cluster Level Density // Journal of Physics : Conference Series. — Institute of Physics and IOP Publishing Limited. — 2013. — V. 436, № 1. — P. 012034—012036. — ISSN: 1742-6588. — DOI: 10.1088/1742-6596/436/1/012034.
3. Roman Wolsky, Irina A. Gnilozub, Sergei D. Kurgalin, Yury M. Tchuvil’sky. α-Cluster and α-Binucleon States of 1p-Shell Nuclei // Physics of Atomic Nuclei. — Pleiades Publishing, Ltd. — 2010. — V. 73, № 8. — P. 1405—1415. — ISSN: 1063-7788. — eISSN: 1562-692X. — DOI: 10.1134/S1063778810080144.
4. Irina A. Gnilozub, Sergei D. Kurgalin, Yury M. Tchuvil’sky. Multicluster Solutions to a Multinucleon Problem and Clustering Phenomena // Physics of Atomic Nuclei. — Pleiades Publishing, Ltd. (Road-Town). — 2008. — V. 71, № 7. — P. 1213—1218. — ISSN: 1063-7788. — eISSN: 1562-692X. — DOI: 10.1134/S1063778808070132.
5. Stanislav G. Kadmensky, Sergei D. Kurgalin, Yury M. Tchuvil’sky. Cluster States in Atomic Nuclei and Cluster-Decay Processes // Physics of Particles and Nuclei. — Pleiades Publishing, Ltd. — 2007. — V. 38, № 6. — P. 699—742. — ISSN: 1063-7796. — eISSN: 1531-8559. — DOI: 10.1134/S1063779607060019.
6. Sergei D. Kurgalin, Tatyana V. Chuvilskaya, Igor S. Okunev, Yury M. Tchuvil’sky. Search for P-odd Time Reversal Noninvariance in Nuclear Processes // European Physics Journal A : Hadrons and Nuclei. — Springer-Verlag GmbH (Geidelberg). — 2005. — V. A25. — P. 699—701. — ISSN: 1434-6001. — eISSN: 1434-601X. — DOI: 10.1140/epjad/i2005-06-104-3.
7. Irina A. Gnilozub, Sergei D. Kurgalin, Yury M. Tchuvil’sky. Few-Cluster Solution of Mani-Fermion Problem // Nuclear Physics. — Elsevier Science Publishing Company, Inc. — 2007. — V. A790, N 1—4. — P.687—690. — ISSN: 0375-9474. — DOI: 10.1016/j.nuclphysa.2007.03.016.
8. Замятнин Ю. С., Кадменский С. Г., Кургалин С. Д., Фурман В. И., Чувильский Ю. М. Где искать новые примеры кластерного распада? // Ядерная физика. — 1994. — T. 57, № 11. — C. 1981—1995. — ISSN: 0044-0027.
9. Irina A. Gnilozub, Sergei D. Kurgalin, Yury M. Tchuvil’sky. Alpha-Particle States in Extended Elliott Model // Acta Physica Hungarica : Heavy Ion Physics / Akademiai Kiado. — 2003. — V. 18, № 2—4. — P. 235—240. — ISSN: 1219-7580. — eISSN: 1588—2675. — DOI: 10.1556/APH.18.2003.2-4.18.
10. Sergei D. Kurgalin, Yury M. Tchuvil’sky. Microscopic SU(3) Model of α-Particle States in 2s1d Nuclei // Journal of Physics G: Nuclear and Particle Physics / Institute of Physics and IOP Publishing Limited. — 1999. — V. 25. — P. 929—931. — ISSN: 0954-3899. — eISSN: 1361-6471. — DOI: 10.1088/0954-3899/25/4/072.
11. Кургалин С. Д., Чувильский Ю. М. Проявление кварковых свойств в реакциях поглощения антипротонов легкими ядрами // Известия Российской Академии наук. Серия физическая. — 2004. — Т. 68, № 8. — С. 1129—1132. — ISSN: 0367-6765.
12. Irina A. Gnilozub, Sergei D. Kurgalin, Yury M. Tchuvil’sky // Alpha-particle Condensate in Nuclear Matter at Normal Density and Statistics of Composite Bosons // Los Alamos National Laboratory, USA. — 13 May 2004. — 11 p.[32]
13. Wolsky R., Tchuvil’sky Yu. M., Ter-Akopian G. M., Kurgalin S. D. et al. Clustering in Exotic Nuclei Studies by Transfer Reactions // Tours Symposium on Nuclear Physics V, Tours, France : Conf. Proc. / Ed. M. Arnauld et al. : American Institute of Physics. — New York, 2004. — V. 704. — P. 301—310.
14. Кургалин С. Д., Чувильский Ю. М. Нейтронные кластеры в ядрах // Известия Российской Академии наук. Серия физическая. — 2003. — Т. 64, № 5. — С. 700—703. — ISSN: 0367-6765.
15. Кургалин С. Д. Кластерный распад — новое явление ядерной физики // Соросовский образовательный журнал. — 2000. — Т. 6, № 3 (52). — С. 81—86[33].
16. Туровский Я. А., Кургалин С. Д., Борзунов С. В. Оценка скорости работы нейрокомпьютерного интерфейса, реализованного с использованием гибридного интеллекта // Нейрокомпьютеры: разработка, применение. — 2023. — Т. 25, № 3. — С. 30—40[34].
17. Туровский Я. А., Кургалин С. Д., Алексеев А. В. Анализ движения глаз человека при управлении самоходным шасси с использованием системы видеоокулографического интерфейса // Сенсорные системы[35]. — Москва, 2017. — Т. 31, № 1. — С. 51—58[36] .
18. Yaroslav A. Turovsky, Sergei D. Kurgalin, Alexey A. Vahtin et al. Event-related Brain Potential Investigation Using the Adaptive Wavelet Recovery Method // Biophysics. — 2015. — V. 60, N 3. — P. 443—448. — ISSN: 0006-3509. — eISSN: 1555-6654. — DOI: 10.1134/S0006350915030203.
19. Туровский Я. А., Кургалин С. Д. Принципы управления работой компьютера на основе оценки эмоционального состояния пользователя // Программные продукты и системы. — 2014. — № 2 (106). — С. 110—114[37].
20. Туровский Я. А., Кургалин С. Д. Метод увеличения скорости передачи информации по нейрокомпьютерному интерфейсу на основе оценки частот встречаемости последовательности символов в командах // Нейрокомпьютеры: разработка, применение[38]. — 2014. — № 8. — С.51—58[39] .
21. Yaroslav A. Turovsky, Sergei D. Kurgalin, Aleksandr G. Semenov. Dynamics of Local Maxima Chains in Spectra of Human Electroencephalogram // Biophysics. —Pleiades Publishing, Ltd. (Road-Town). — 2014. — V. 59, N 1. — P. 148—152. — ISSN: 0006-3509. — eISSN: 1555-6654. — DOI: 10.1134/S0006350914010242.
22. Yaroslav A. Turovsky, Sergei D. Kurgalin, Sergei V. Borzunov, Alexey V. Maksimov. Estimation of the SSVEP-based Brain-Computer Interface Performance // Journal of Computer and Systems Sciences International. — 2014. — V. 53, N 1. — P. 116—123. — ISSN: 1064—2307. — eISSN: 1531-8478. — DOI: 10.1134/S1064230713060063.
23. Кургалин С. Д., Туровский Я. А., Максимов А. В., Насер Нихад. Вейвлет-анализ энцефалограмм // Информационные технологии в проектировании и производстве[40]. — 2010. — № 1. — С. 89—95.
24. Кургалин С. Д., Туровский Я. А., Борзунов С. В., Адаменко А. А. Теоретические аспекты оптимизации эволюционного обучения нейрочипов с использованием «изолятов» // Информационные технологии[41]. — 2016. — Т. 22, № 11. — С. 875—880. — ISBN/ISSN: 1684-6400[42] .
25. Кургалин С. Д., Шершень И. В. Формирование креативной образовательной среды в вузах // Вестник Воронежского государственного университета. Серия: Проблемы высшего образования[43]. — 2016. — № 1. — C. 73—78. — ISSN 1609-0721[44] .
26. Кургалин С. Д., Борзунов С. В. Суперкомпьютерные технологии в Воронежском государственном университете // Вестник Воронежского государственного университета. Серия: Проблемы высшего образования[43]. — 2018. — № 3. — С. 183—187. — ISSN: 1609-0721[45].
27. Кургалин С. Д. Повышение квалификации кадров в Воронежском университете // Высшее образование в России[46]. — 2008. — № 1. — С. 122—125. — ISSN 0869-3617.

### Библиотеки, где представлены книги и статьи С. Д. Кургалина
1. Library of Congress, USA[47]
2. Российская государственная библиотека[48]
3. Российская национальная библиотека[49]
4. Massachusetts Institute of Technology[50]
5. Columbia University[51]
6. Los Alamos National Laboratory[52]
7. University of Cambridge, UK[53]
8. New York University[54]
9. Peking University, China[55]
10. Deutsche Nationalbibliothek[56]
11. Duke University, Stanford University, USA[57]
12. London Imperial College[58]
13. University of Tokyo, Japan[59]
14. University of Toronto, Canada[60]
15. Institut Polytechnique de Paris, France[61]
16. Technische Universität München, Germany[62]
17. University of Cape Town (UCT), South Africa[63]
18. Australian National University[64]
19. Universitat Autònoma de Barcelona, Spain[65]
20. Indian Institute of Technology Bombay[66] и другие.

Сведения о книгах и статьях есть и на сайтах Researchgate и Книгогид.
Информация об C. Д. Кургалине представлена: на сайте ИСТИНА, на странице 1301 в энциклопедии «Who is Who в России», вып. 4, изд-во Verlag fur Personenenzyklopedien AG, Schweiz, 2010. ISBN 978-37290-0091-9, на странице 323 в книге «Кто есть кто: профессора/доктора наук Воронежского государственного университета» / отв. ред. А. М. Ховив. — Воронеж : Издательско-полиграфический центр Воронежского государственного университета, 2008. — 354 с. — ISBN 978-5-9273-1428-7.